# Săgeata Valonă 2022
Săgeata Valonă 2022 a fost cea de a 86-a ediție a cursei clasice de ciclism Săgeata Valonă, cursă de o zi. S-a desfășurat la data de 20 aprilie 2022 și face parte din calendarul UCI World Tour 2022. Distanța totală a cursei a fost de 202,1 kilometri.

## Echipe participante
Întrucât Săgeata Valonă este un eveniment din cadrul UCI World Tour 2022, toate cele 18 echipe UCI au fost invitate automat și obligate să aibă o echipă în cursă. Șapte echipe profesioniste continentale au primit wildcard.

### Echipe UCI World
- AG2R Citroën Team
- Astana Qazaqstan Team
- Bora–Hansgrohe
- Cofidis
- EF Education–EasyPost
- Groupama–FDJ
- Ineos Grenadiers
- Intermarché–Wanty–Gobert Matériaux
- Israel–Premier Tech
- Lotto Soudal
- Movistar Team
- Quick-Step Alpha Vinyl Team
- Team Bahrain Victorious
- Team BikeExchange
- Team DSM
- Team Jumbo–Visma
- Trek-Segafredo
- UAE Team Emirates

### Echipe continentale profesioniste UCI
- Alpecin-Fenix
- Arkéa-Samsic
- B&B Hotels p/b KTM
- Bingoal-WB
- Sport Vlaanderen-Baloise
- Total Direct Énergie
- Uno-X Pro Cycling Team

## Rezultate
| Loc | Concurent          | Echipă                      | Timp      |
| --- | ------------------ | --------------------------- | --------- |
| 1   | Dylan Teuns        | Team Bahrain Victorious     | 4h 42'12" |
| 2   | Alejandro Valverde | Movistar Team               | +2"       |
| 3   | Aleksandr Vlasov   | Bora–Hansgrohe              | +2"       |
| 4   | Julian Alaphilippe | Quick-Step Alpha Vinyl Team | +5"       |
| 5   | Daniel Martínez    | Ineos Grenadiers            | +7"       |
| 6   | Michael Woods      | Israel–Premier Tech         | +7"       |
| 7   | Ruben Guerreiro    | EF Education-EasyPost       | +7"       |
| 8   | Rudy Molard        | Groupama–FDJ                | +7"       |
| 9   | Warren Barguil     | Arkéa-Samsic                | +7"       |
| 10  | Alexis Vuillermoz  | Total Direct Énergie        | +7"       |

## Legături externe
- Site web oficial